# Kršćanstvo u 882.
◄◄ | ◄ | 879. | 880. | 881. | 882.  | 883. | 884. | 885. | ► | ►►
Astronomija • Književnost • Kršćanstvo • Pravo • Promet
Kršćanstvo u 882.

## Svijet

### Smrti
- 15. prosinca – Ivan VIII., papa

## Vanjske poveznice
|  | Zajednički poslužitelj ima još gradiva o temi Kršćanstvo u 882. |